# Sélonien
Cet article concerne la langue sélonienne. Pour le peuple sélonien, voir Séloniens.
Le sélonien est une langue éteinte appartenant au groupe balte oriental des langues indo-européennes.

## Histoire
Le sélonien était parlé par les Séloniens, un peuple balte habitant la Sélonie jusqu'à sa disparition au XVe siècle. À partir du XVIe siècle, le sélonien s'était graduellement dissout dans le letton et le lituanien, deux autres langues baltes proches. Il ne subsiste du sélonien aucun vestige autre que des traces dans la toponymie de la région et possiblement dans la langue parlée par les habitants de l'ancienne Sélonie, notamment au niveau de la prononciation.

## Distribution
Le sélonien se parlait au centre de la Lettonie et au nord-est de la Lituanie, dans la région au sud-est du golfe de Riga, au sud du Daugava. Cette région s'appelle Sélonie.